# Vasili Sokolovski
Vasili Danílovich Sokolovski (en ruso: Васи́лий Дани́лович Соколо́вский;  Kozliki, Imperio ruso, 9 de juliojul./ 21 de julio de 1897greg. - Moscú, Unión Soviética, 10 de mayo de 1968) fue un militar soviético que alcanzó el grado militar de mariscal de la Unión Soviética (1945). Dirigió las fuerzas del Ejército Rojo en el Frente Oriental durante la Segunda Guerra Mundial. Como jefe de Estado Mayor del Primer Frente Ucraniano del mariscal Gueorgui Zhúkov, Sokolovski tuvo un destacado papel en la planificación y posterior ejecución de la batalla de Berlín

## Biografía

### Infancia y juventud
Vasili Sokolovski nació en 1897 en el seno de una familia campesina en Kozliki, un pequeño pueblo en la gobernación de Grodno (ahora en el condado de Białystok en el este de Polonia), entonces parte del Imperio ruso.  A los 12 años perdió a su madre, por lo que su infancia fue muy difícil. En 1914, decidió continuar sus estudios en el seminario de profesores de la ciudad de Nével, donde se graduó a principios de 1918, posteriormente trabajó como maestro en una escuela rural, donde participó en varias protestas y manifestaciones contra el Zar.
En febrero de 1918 se incorporó al Ejército Rojo, se inscribió como cadete en el primer curso de instructor militar de Moscú. Después de graduarse, en mayo del mismo año, fue nombrado comandante de compañía como parte del destacamento de la Guardia Roja de Lopatyshkin. Luego en agosto de 1918, sirvió en el 2.º Regimiento Soviético de Montaña y fue ayudante, subcomandante y comandante de regimiento. Durante la Guerra civil participó en batallas en el Frente Oriental y tomó parte en la represión de la rebelión de la Legión Checoslovaca (16 de junio-10 de octubre de 1918).

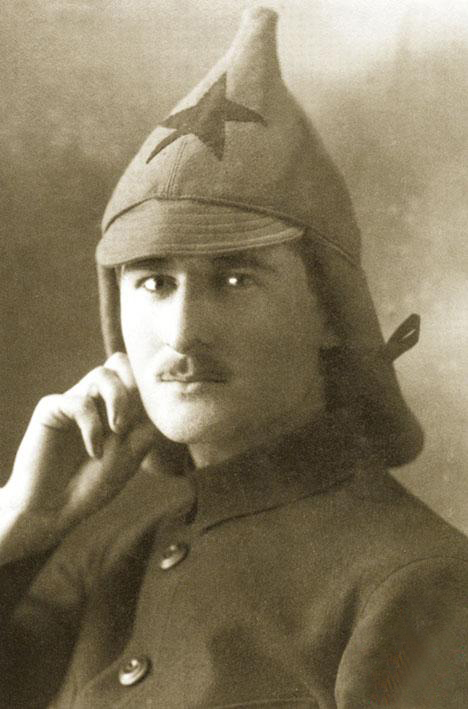
Vasili Sokolovski en una fotografía de 1919 o 1920 cuando era estudiante en la Academia Militar del Ejército Rojo

En noviembre de 1918, fue enviado a estudiar a la Academia Militar del Ejército Rojo y se convirtió en alumno de la primera promoción de la academia. El entrenamiento en la academia fue a menudo interrumpido por viajes militares a varios frentes de la Guerra Civil. Después de menos de un año de estudiar en la academia, en junio de 1919, fue llamado al frente y enviado a la 39.ª División de Fusileros. Como asistente principal del jefe de Estado Mayor de la división y comandante de la 2.ª Brigada de Infantería, luchó en el Frente Sur cerca de Tsaritsyn contra las tropas del general Antón Denikin. A partir de diciembre de 1919 retomó sus estudios en la Academia Militar del Ejército Rojo, durante poco tiempo ya que en junio del año siguiente fue nuevamente retirado de la academia y enviado al Frente del Cáucaso, donde, como asistente superior y jefe de Estado Mayor de la 32.ª División de Fusileros, luchó contra los rebeldes antibolcheviques en Azerbaiyán.
Regresó a la academia en octubre de 1920 y se graduó en 1921.  Al finalizar sus estudios, fue enviado al Frente de Turquestán, donde fue nombrado asistente del jefe del Departamento Operativo del Frente. Un mes después, fue trasladado a la 2.ª División de Fusileros del Distrito Militar de Asia Central, inicialmente como jefe de Estado Mayor y en mayo de 1924, ocupó el puesto de comandante en funciones de la división, luchó contra los Basmachí en el valle de Ferganá y la región de Samarcanda y entre septiembre y octubre de 1924 se desempeñó como comandante de las tropas de la región de Samarcanda. Por su distinción en combate el 28 de febrero de 1928 fue galardonado con la Orden de la Bandera Roja. 

### Periodo de entreguerras
Después de tres años de servicio en Asia Central, en octubre de 1924, fue asignado al Distrito Militar de Moscú para servir como jefe de personal de la 14.ª División de Fusileros. Aunque no permaneció mucho tiempo en este puesto ya que en octubre de 1926 fue nombrado jefe de Estado Mayor del 9.º Cuerpo de Fusileros del Distrito Militar del Cáucaso Norte. En diciembre de 1928, fue trasladado a un puesto equivalente en el 5.º Cuerpo de Fusileros del Distrito Militar de Bielorrusia. En julio de 1930, en el mismo distrito, fue nombrado comandante de la 43.ª División de Fusileros. En 1931, se unió al Partido Comunista.
Después de comandar la división durante cinco años, fue transferido a un puesto de estado mayor. A partir de enero de 1935 se convirtió en jefe adjunto del Estado Mayor del Distrito Militar del Volga y cuatro meses después dirigió el cuartel general del Distrito Militar de los Urales. Luego, en abril de 1938, fue jefe de Estado Mayor del Distrito Militar de Moscú y en febrero de 1941, jefe adjunto del Estado Mayor del Ejército Rojo para cuestiones de organización y movilización. En junio ya ocupaba el cargo de Primer Subjefe del Estado Mayor. A principios de 1941, el Presídium del Sóviet Supremo de la URSS le concedió la Orden de Lenin «por sus destacados servicios en la realización de actividades de movilización y organización del entrenamiento de combate de las tropas».

### Segunda Guerra Mundial
Después de producirse la invasión alemana de la Unión Soviética continuó trabajando en el Estado Mayor durante algún tiempo. Pero ya en julio de 1941 fue nombrado jefe de Estado Mayor del Frente Oeste, cuyas tropas cubrían la dirección estratégica más importante y peligrosa en el primer período de la guerra. Combatió durante la batalla de Smolensk y posteriormente fue capaz de ayudar a coordinar los contraataques de invierno soviéticos que empujaron a los alemanes fuera de Moscú.

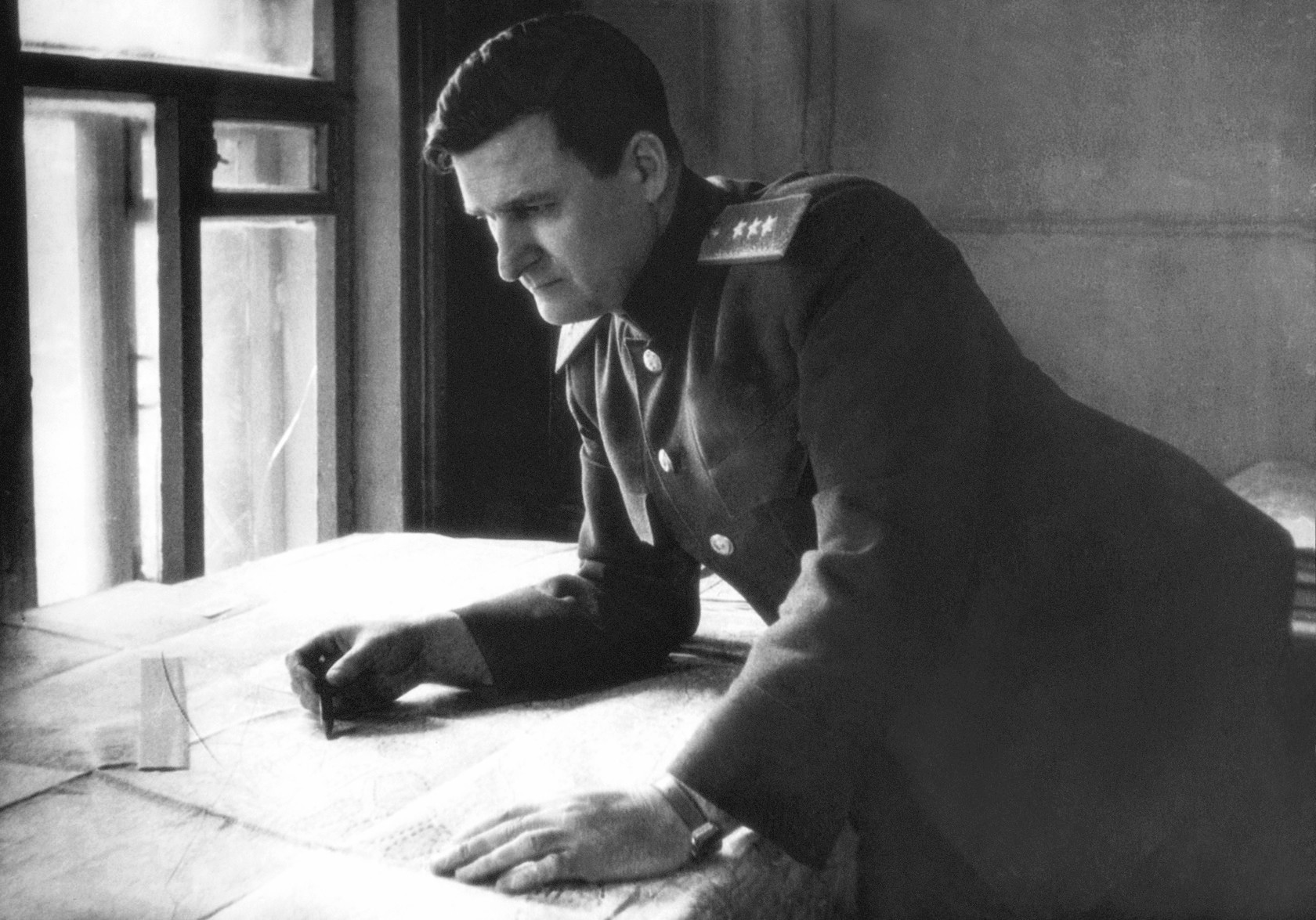
El coronel general Sokolovski en julio de 1943 durante la ofensiva de Oriol (Operación Kutúzov)

A principios de 1942, debido a la baja por enfermedad del Jefe del Estado Mayor del Ejército Rojo, el mariscal de la Unión Soviética, Borís Sháposhnikov, Sokolovski trabajó brevemente como primer subjefe del Estado Mayor del Ejército Rojo. Aunque poco después fue enviado nuevamente al frente, primero como jefe de Estado Mayor de la Dirección Oeste, y después de la abolición de este comando (en mayo de 1942), como jefe de Estado Mayor del Frente Oeste. El 13 de junio de 1942 se le concedió el grado militar de coronel general. Permaneció en este puesto hasta febrero de 1943, cuando se convirtió en el comandante del Frente Oeste.
A principios de 1943, las tropas del Frente Oeste, en cooperación con las fuerzas del Frente de Kalinin, llevaron a cabo la operación Rzhev-Viazma, para destruir la cabeza de puente que los alemanes mantenían en la zona de Rzhev y Viazma. En el verano de 1943, las tropas soviética bajo su mando, en cooperación con otros frentes, llevaron a cabo con éxito dos operaciones ofensivas: la operación Kutúzov y la batalla de Smolensk. En el otoño e invierno de 1943-1944, Sokolovski intentó atacar en la dirección de Vítebsk y Orsha, la operación fue un fracaso y se saldó con grandes pérdidas.
Siguió llevando este frente hasta abril de 1944, cuando el Frente Oeste fue dividido en dos: el Segundo y Tercer Frentes Bielorrusos, y se hizo cargo del puesto de jefe del Estado Mayor del Primer Frente Ucraniano (el cual estaba al mando de Iván Kónev). Permaneció en esa posición hasta el final de la guerra. Como jefe del Estado Mayor del Primer Frente Ucraniano ayudó a planear y ejecutar la ofensiva Leópolis-Sandomierz, la ofensiva del Vístula-Óder y la batalla de Berlín. Justo antes del inicio de la operación de Berlín fue nombrado primer subcomandante del Primer Frente Bielorruso (bajo el mando del mariscal Gueorgui Zhúkov).
El 29 de mayo de 1945 «por el hábil liderazgo de las operaciones militares de las tropas durante la operación de Berlín y el heroísmo y el coraje mostrado», por decreto del Presídium del Sóviet Supremo de la URSS fue galardonado con el título de Héroe de la Unión Soviética, así como con la Orden de Lenin y la Estrella de Oro.

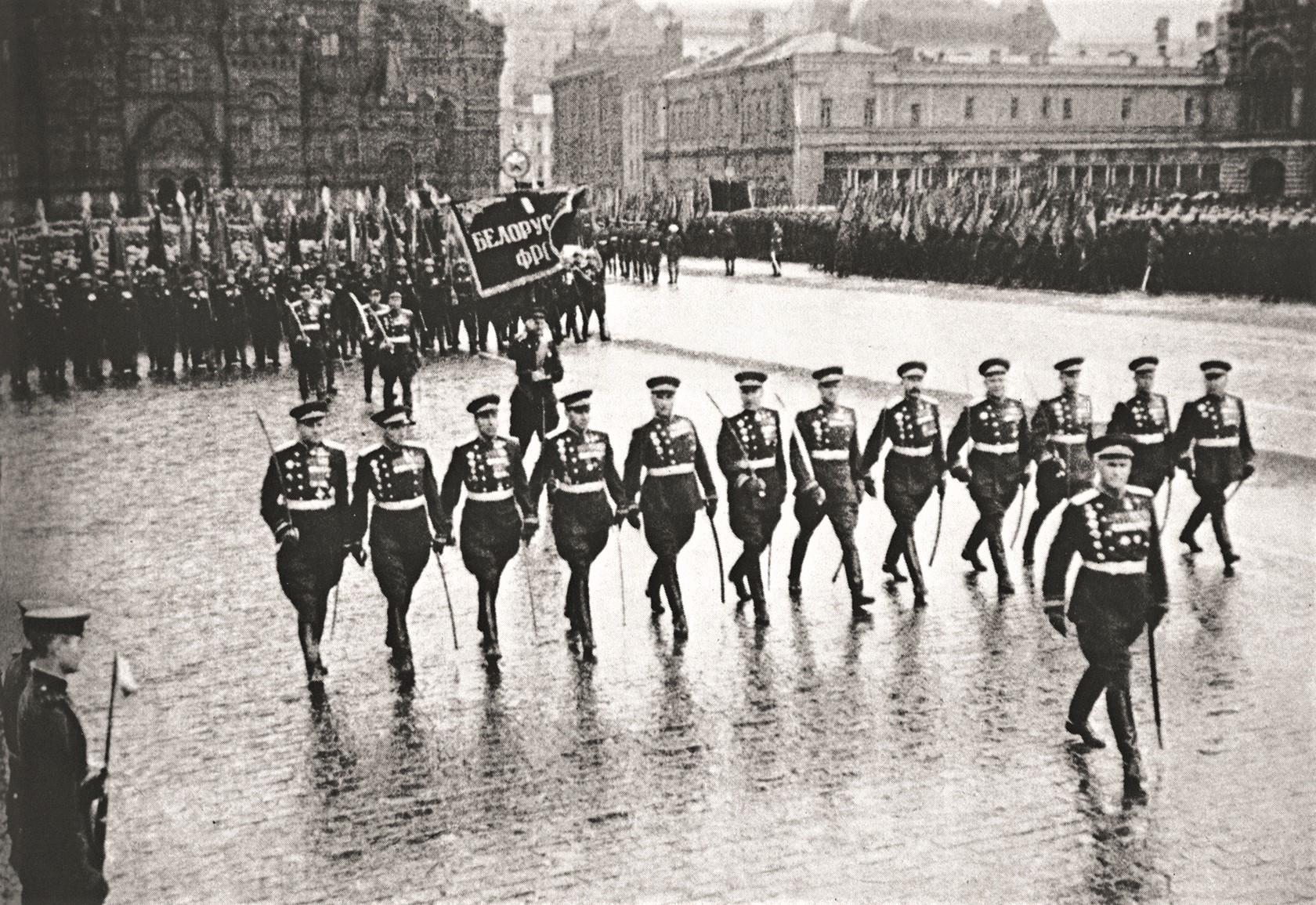
El general del ejército Sokolovski en el Desfile de la Victoria en la Plaza Roja de Moscú

El 24 de junio de 1945, el general del ejército Vasili Sokolovski participó en el histórico Desfile de la Victoria de Moscú en la Plaza Roja, al frente de las unidades del Primer Frente Bielorruso.

### Posguerra
Después del final de las hostilidades, ocupó el puesto de comandante en jefe adjunto y, en marzo de 1946, comandante en jefe del Grupo de Fuerzas Soviéticas en Alemania y de la administración militar soviética en la zona de ocupación soviética. Al mismo tiempo también era miembro del Consejo de Control Aliado de la URSS. En junio de 1946, recibió el título de Mariscal de la Unión Soviética. Posteriormente, en marzo de 1949, asumió el puesto de primer viceministro de las Fuerzas Armadas de la URSS (desde febrero de 1950, ministro de Guerra de la URSS).
El 16 de junio de 1952, fue nombrado Jefe del Estado Mayor del Ejército Soviético (en septiembre de 1955, renombrado como Estado Mayor de las Fuerzas Armadas de la URSS) y primer viceministro de Guerra de la URSS (desde marzo de 1953, renombrado como Ministerio de Defensa). Permaneció en este puesto hasta 1960, cuando fue nombrado Inspector General del Grupo de Inspectores Generales del Ministerio de Defensa de la Unión Soviética, un puesto meramente honorífico.
Aparte de su carrera militar, también fue miembro del Comité Central del Partido Comunista (1956-1961), candidato a miembro del Comité Central del Partido Comunista (1961-1968) y diputado de las II, III, IV, V y VI convocatorias del Sóviet Supremo de la Unión Soviética (1946-1968). Así mismo, fue autor del manual de referencia del Ejército Soviético, titulado Estrategia militar (1962). Es a partir de esta obra que llevará a cabo la doctrina que lleva su nombre, la doctrina Sokolovski.
Vasili Sokolovski falleció en Moscú, el 10 de mayo de 1968 y sus cenizas fueron depositadas en la Necrópolis de la Muralla del Kremlin.

## Promociones
- Komdiv (21 de noviembre de 1935)
- Komkor (31 de diciembre de 1935)

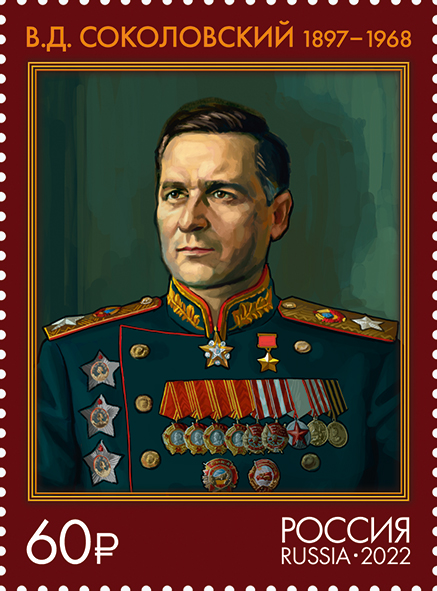
Sokolovski en un sello de correos de Rusia de 2022

- Teniente general (6 de abril de 1940)
- Coronel general (13 de junio de 1942)
- General del ejército (27 de agosto de 1943)
- Mariscal de la Unión Soviética (3 de julio de 1946)[4]

## Condecoraciones

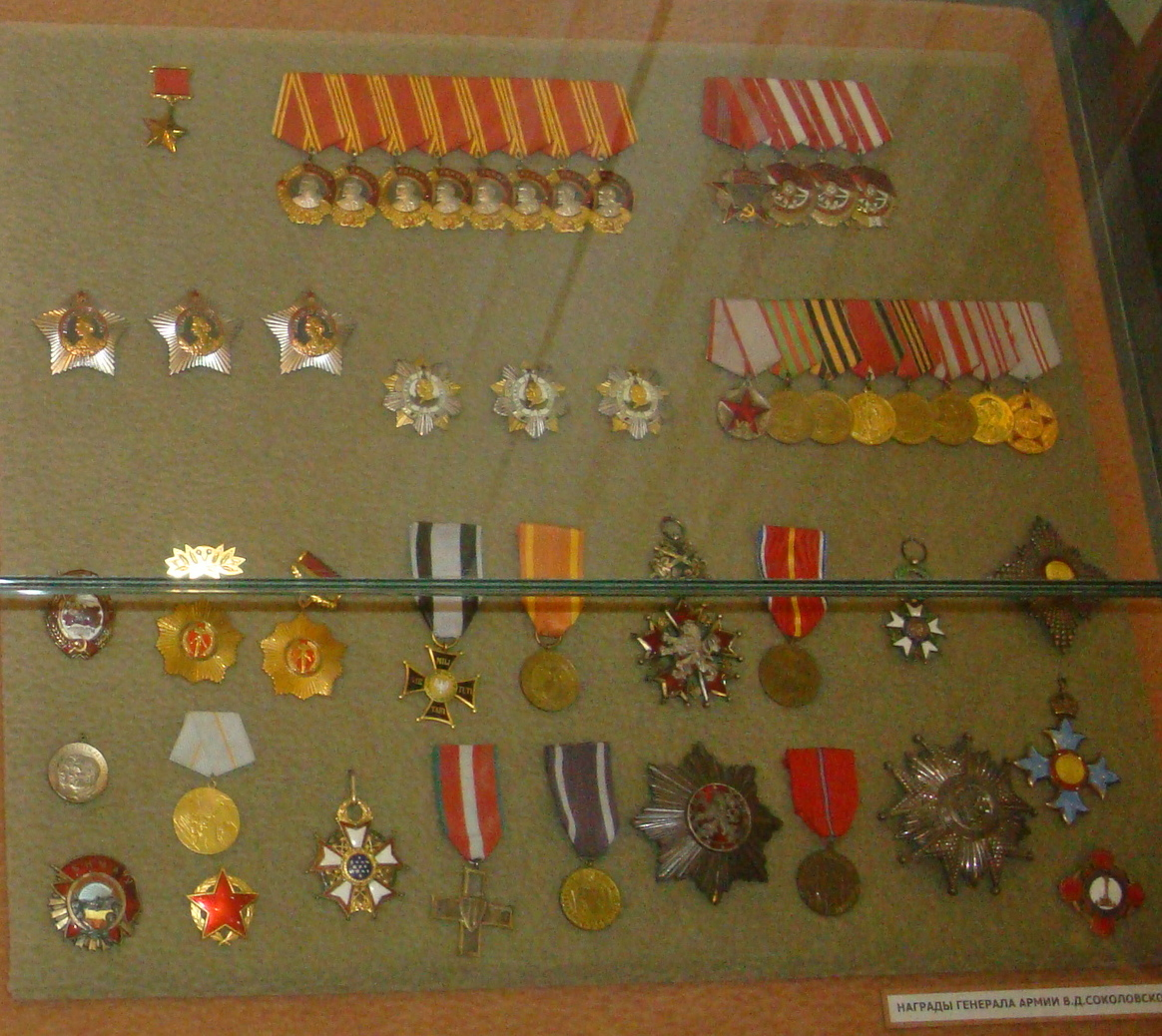
Condecoraciones de Vasili Sokolovski

A lo largo de su dilatada carrera Vasili Sokolovski, recibió las siguientes condecoraciones
Unión Soviética
- Héroe de la Unión Soviética (29 de abril de 1945 - N.º 6454)
- Orden de Lenin, ocho veces (22 de febrero de 1941, 2 de enero de 1942, 21 de febrero de 1945, 29 de mayo de 1945, 20 de julio de 1947, 24 de junio de 1948, 20 de julio de 1957 y 20 de julio de 1967)
- Orden de la Revolución de Octubre (22 de febrero de 1968)
- Orden de la Bandera Roja, tres veces (28 de febrero de 1928, 3 de noviembre de 1944 y 20 de junio de 1949)
- Orden de Suvórov de 1.er grado, tres veces (9 de abril de 1943, 28 de agosto de 1943 y 6 de abril de 1945)
- Orden de Kutúzov de 1.er grado, tres veces (27 de agosto de 1943, 25 de agosto de 1944 y 18 de diciembre de 1956)
- Medalla por la Defensa de Moscú (1 de mayo de 1944)
- Medalla por la Victoria sobre Alemania en la Gran Guerra Patria 1941-1945 (9 de mayo de 1945)
- Medalla Conmemorativa del 20.º Aniversario de la Victoria en la Gran Guerra Patria de 1941-1945
- Medalla Conmemorativa del 800.º Aniversario de Moscú
- Medalla del 20.º Aniversario del Ejército Rojo de Obreros y Campesinos (22 de febrero de 1938)
- Medalla del 30.º Aniversario de las Fuerzas Armadas de la URSS
- Medalla del 40.º Aniversario de las Fuerzas Armadas de la URSS
- Medalla del 50.º Aniversario de las Fuerzas Armadas de la URSS
- Arma de honor con el emblema nacional dorado de la Unión Soviética (22 de febrero de 1968)

Otros países
- Orden de la Bandera Roja (Mongolia)
- Orden Patriótica del Mérito en oro, dos veces (República Democrática Alemana)
- Orden Dorada de la Estrella Partisana (Yugoslavia)
- Orden Virtuti Militari (República Popular de Polonia)
- Orden de la Cruz de Grunwald de 3.er grado (República Popular de Polonia)
- Medalla por Varsovia 1939-1945 (República Popular de Polonia)
- Medalla por el Oder, Neisse y el Báltico (República Popular de Polonia)
- Orden del León Blanco de 1.er grado (Checoslovaquia)
- Medalla conmemorativa del Paso de Dukel (Checoslovaquia)
- Orden del Levantamiento Nacional Eslovaco (Checoslovaquia)
- Comandante de la Legión al Mérito (Estados Unidos)
- Gran Oficial de la Legión de Honor (Francia)
- Caballero honorario de la Gran Cruz de la Orden del Imperio Británico (División Militar) (Reino Unido)
- Orden de la República (República Popular de Tannu Tuvá)